# Adam Dickmann
Adam Dickmann (* 29. Dezember 1876 in Neuss; † 9. Mai 1961 in Düsseldorf) war ein deutscher Architekt.

## Leben
Der Vater Heinrich Dickmann hatte bereits Ende des 19. Jahrhunderts Häuser in Neuss errichtet. Auch von Adam Dickmann sind frühe Bauten in Neuss überliefert. Ab 1906 konzentrierte sich Dickmann auf das in rascher Entwicklung begriffene Düsseldorf-Oberkassel, wo er in den folgenden Jahren zu den meistbeschäftigten Architekten von zahlreichen Wohn- und Geschäftshäusern zählte. Er selber wohnte zuerst im Haus Bahnhofsvorplatz 3 (heute Belsenplatz), bis er um 1908/1909 in sein selbst gebautes Haus Viktoriastraße 28 (heute Barmer Straße 28) einzog.
Zahlreiche seiner in verschiedenen historistischen Stilen gehaltenen Bauten innerhalb des städtebaulichen Ensembles Oberkassel stehen heute auf der örtlichen Denkmalliste. In den 1920er Jahren baute er in Gemeinschaft mit einigen anderen Architekten für die Rheinische Bahngesellschaft die Wohnanlage entlang des Heerdter Sandbergs bis Hansaallee 33 in Düsseldorf, die zeittypische Formen der Backsteinmoderne aufnimmt, sowie das Haus Steffenstraße 45.
Adam Dickmann, Mitglied im Bund Deutscher Architekten, führte zusammen mit seinem Sohn Walter Dickmann (* 30. Mai 1911 in Düsseldorf) das Architekturbüro „A. & W. Dickmann“, das nach dem Zweiten Weltkrieg mit einigen Wiederaufbauten bzw. Neubauten von Kirchen bekannt wurde.

## Bauten (Auswahl)

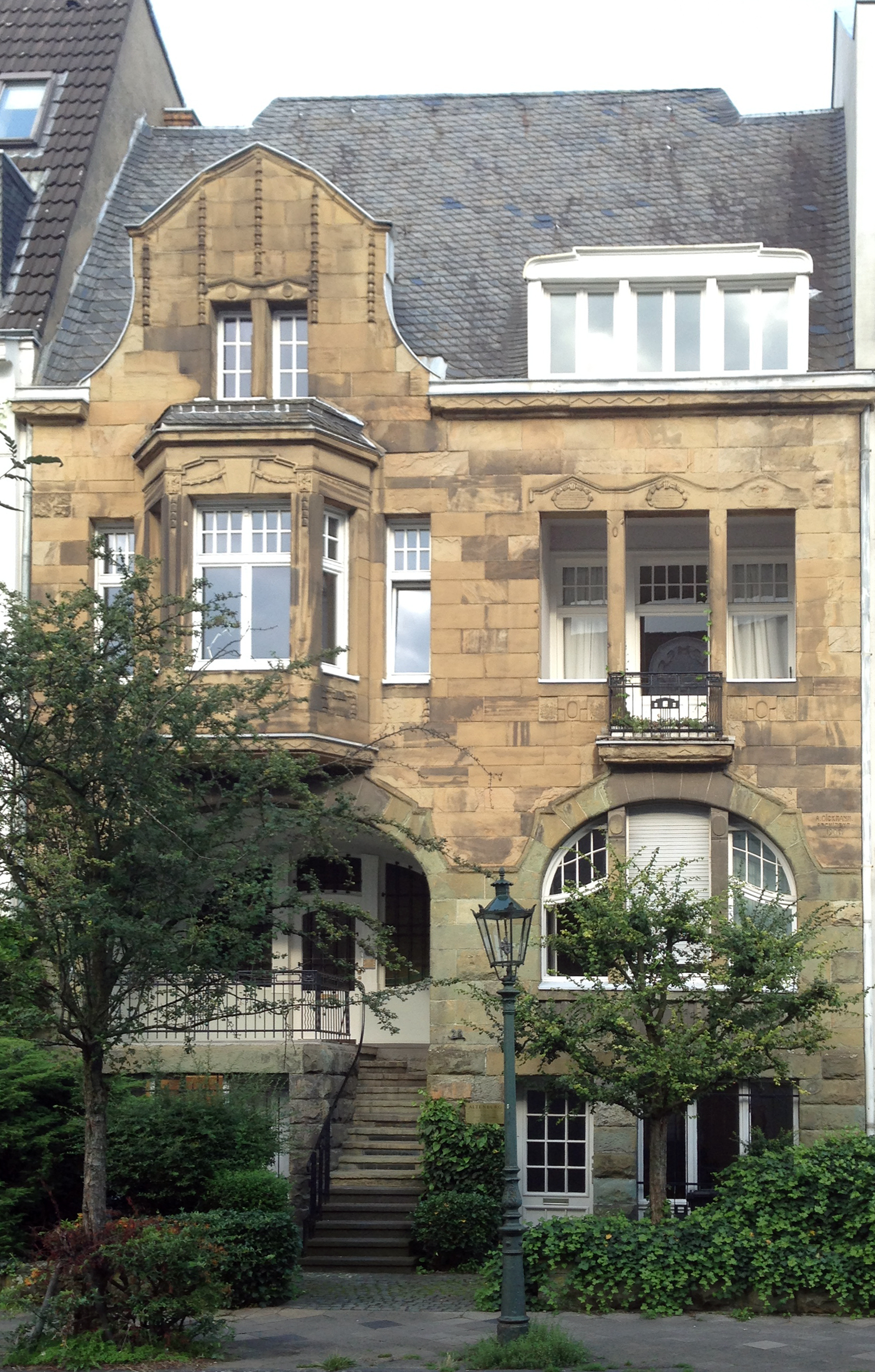
Wohnhaus Barmer Straße 28 in Düsseldorf-Oberkassel (2017)

- 1905: Wohnhaus Further Straße 109 in Neuss (Jugendstil)
- 1905–1906: Wohnhaus Cheruskerstraße 48 in Düsseldorf-Oberkassel (Jugendstil)
- 1906: Wohnhaus Drakestraße 32 / Drakeplatz in Düsseldorf-Oberkassel (Neorenaissance)
- 1906–1907: Wohnhäuser Barmer Straße 28 und Glücksburger Straße 4 in Düsseldorf-Oberkassel
- 1906–1907: drei Wohn- und Geschäftshäuser Barmer Straße 35, Sonderburgstraße 1a / Dominikanerstraße, Sonderburgstraße 27 / Belsenstraße in Düsseldorf-Oberkassel
- 1907: Wohnhäuser Glücksburger Straße 2, Lohengrinstraße 10 und 12 in Düsseldorf-Oberkassel
- 1909: Wohnhäuser Columbusstraße 9, Teutonenstraße 4 und 6 in Düsseldorf-Oberkassel
- 1910: Wohnhaus Salierstraße 13 in Düsseldorf-Oberkassel (zusammen mit Emil Fahrenkamp)
- 1911–1912: Wohnhaus Columbusstraße 7 in Düsseldorf-Oberkassel
- 1927–1928: Wohnhaus Steffenstraße 45 in Düsseldorf-Oberkassel

in Gemeinschaft mit seinem Sohn (A. & W. Dickmann)

St. Josef in Vossenack (2014)

- 1951–1955: katholische Kirche St. Marien in Viersen-Hamm (seit 2007 unter Denkmalschutz)[5]
- 1951–1952: katholische Kirche St. Martin in Düsseldorf-Unterbilk
- 1954–1957: Kirchturm der katholischen Kirche St. Barbara in Neuss
- 1952–1953: katholische Kirche St. Josef in Hürtgenwald-Vossenack
- 1958: Kindergarten der Pfarrei St. Josef in Viersen-Rintgen, Josefstraße 20